# Mauzac-et-Saint-Meyme-de-Rozens
Mauzac-et-Saint-Meyme-de-Rozens ist eine frühere französische Gemeinde mit zuletzt 653 Einwohnern (Stand 1968) im Département Dordogne in der Region Nouvelle-Aquitaine (vor 2016: Aquitanien). 
Am 1. Januar 1973 schlossen sich die Gemeinden Mauzac-et-Saint-Meyme-de-Rozens und Grand-Castang zur neu entstandenen Gemeinde Mauzac-et-Grand-Castang zusammen, wobei Grand-Castang den Status einer Commune associée erhielt.

## Geographie
Mauzac-et-Saint-Meyme-de-Rozens liegt ca. 25 km östlich von Bergerac im Gebiet Bergeracois der historischen Provinz Périgord an der Grenze zum Gebiet Périgord noir.

## Einwohnerentwicklung
Nach Beginn der Aufzeichnungen stieg die Einwohnerzahl bis zur Mitte des 19. Jahrhunderts auf einen ersten Höchststand von rund 580. In der Folgezeit sank die Einwohnerzahl bei kurzen Erholungsphasen bis zu den 1930er Jahren auf rund 365 Einwohner. Nach dem Zweiten Weltkrieg stieg die Größe sprunghaft auf eine Größe von 790 Einwohnern an. In den Jahren bis zur Auflösung der Gemeinde stagnierte diese bis auf 653 Einwohner in 1968.
| Jahr      | 1962 | 1968 |
| --------- | ---- | ---- |
| Einwohner | 705  | 653  |